# Hugo Guillamón Sanmartín
Hugo Guillamón Sanmartín (Sant Sebastià, País Basc, 31 d'octubre de 2000) és un futbolista que juga com a defensa al València CF. És internacional amb la selecció espanyola.

## Trajectòria
Nascut a Sant Sebastià, es va traslladar a la localitat valenciana de L'Eliana amb dos anys. Va ingressar l'any 2009 en la pedrera del València CF, debutant amb el València CF Mestalla en desembre de 2017. El 22 de febrer de 2020 va debutar amb el primer equip del València CF, en un partit de Primera Divisió contra la Reial Societat a Anoeta.
El 22 de juliol de 2020 va renovar el seu contracte amb el València CF fins a juny de 2023 amb una clàusula de rescissió de 80 milions d'euros.

## Internacional
Va ser internacional amb la selecció sub-17 d'Espanya, amb la qual va guanyar el Campionat Europeu Sub-17 de la UEFA 2017. Amb la selecció sub-17 va acumular 19 partits.
També va ser internacional amb la selecció sub-19 d'Espanya, aconseguint el Campionat Europeu Sub-19 de la UEFA 2019.
El 8 de juny de 2021 va debutar amb la selecció espanyola absoluta i va marcar un gol el dia del seu primer partit contra Lituània. A més, Luis Enrique va seleccionar-lo per a la llista de la Copa del Món 2022, encara que no va arribar a jugar cap minut.

## Palmarès

### Internacional
Espanya sub-17
- Campionat Europeu Sub-17 de la UEFA: 2017

Espanya sub-19
- Campionat Europeu Sub-19 de la UEFA: 2019